# Rekristallisationstemperatur
Rekristallisationstemperatur är den temperatur då korngränserna i ett kraftigt deformerat material blir rörliga och nya korn kan bildas. Värmebehandlingsoperationer av denna typ brukar kallas glödgning och sker typiskt vid 0,6 x smälttemperaturen. Resultatet är att dislokationstätheten återgår till ett värde motsvarande det som var före deformationen. 
Den (lägsta) temperatur som krävs för att erhålla en 95% fullständig rekristallisation på tiden 1 timme.
Två huvudsakliga rekristallisationstyper finns:
- Dynamisk rekristallisation sker samtidigt som den plastiska deformationen.
- Statisk rekristallisation sker efter den plastiska deformationen.

Man har även upptäckt en tredje typ som kallas metadynamisk rekristallisation som kan liknas vid ett mellanting mellan de föregående.